# Église Saint-Jean Népomucène (Hradčany)
L'église Saint-Jean Népomucène, parfois aussi Eglise militaire, est une église baroque de Prague, située dans le quartier historique de Hradčany, à environ 200 mètres de la place Hradčany, près de Nové Svět. L'édifice fait partie du Couvent des Ursulines et a été édifié par le grand architecte baroque Kilian Ignác Dientzenhofer.  

## Histoire
Vers 1700, l’ordre de Sainte-Ursule décida de construire un deuxième monastère à Prague. L’église du monastère devait être dédiée à sainte Anne et à saint Jean Népomucène. L’église a commencé à être construite en 1720 selon les plans et sous la direction de Christoph Dientzenhofer. Après la mort de Dientzenhofer en 1722, les travaux sont repris par son fils Kilian Ignaz Dientzenhofer, pour qui il s’agissait de la première église. Dientzenhofer le Jeune a modifié les plans de manière assez significative. L’église a été achevée en 1728, un an avant la canonisation de Jean, et consacrée en 1729 par l'archevêque de Prague.
Au cours de sa longue histoire, le monastère a constamment eu des problèmes financiers. Jusqu'en 1861, le bâtiment servait d'entrepôt de sel, et l'équipement intérieur a été vendu. 
Après 1861, les évangéliques de Prague prirent possession de l'église et celle-ci servit d'église militaire à la garnison de Prague de la caserne de Pohořelci.

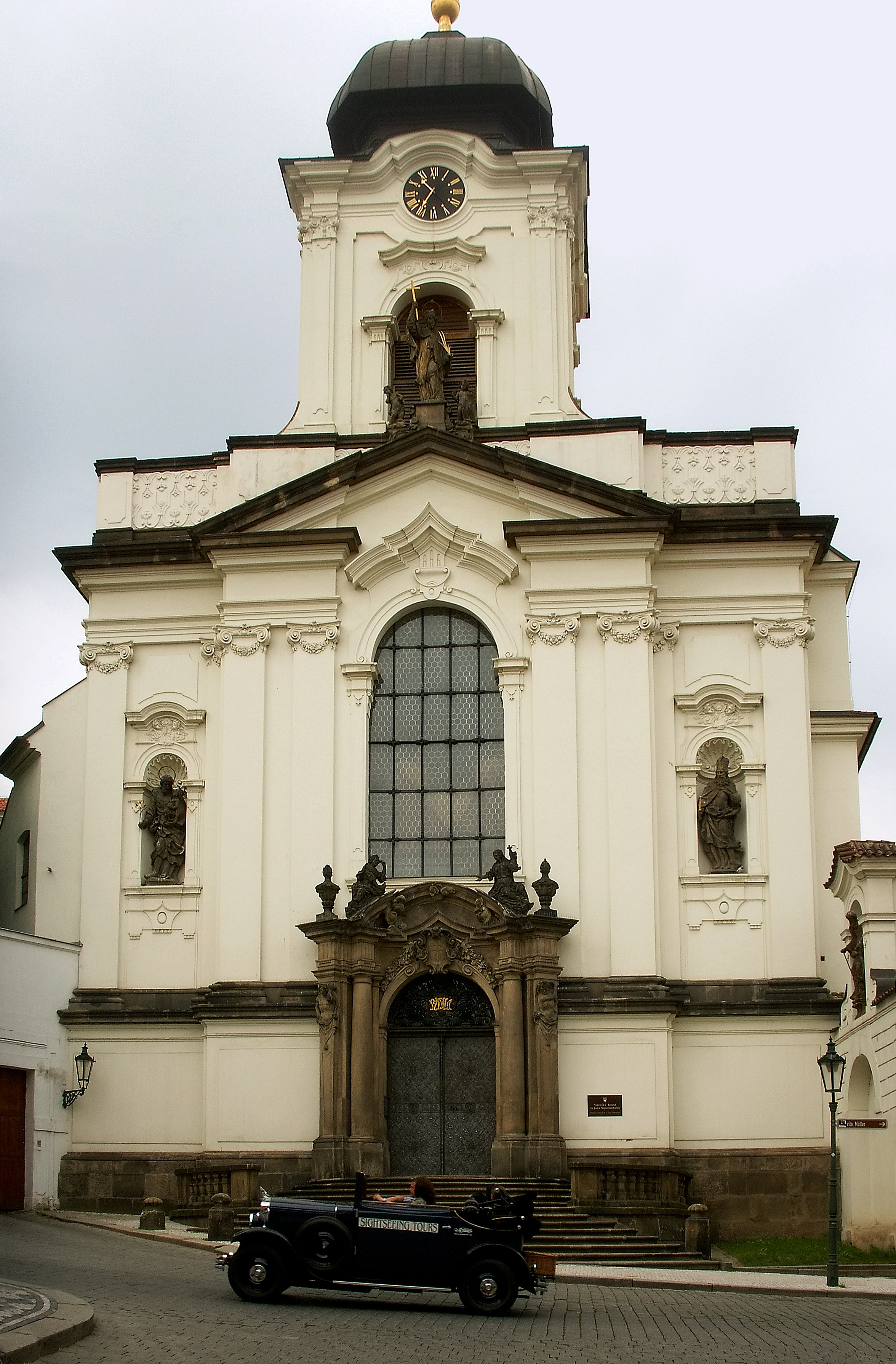
Église avant restauration, façade encore blanche.

En 1902, l'édifice fut restitué à l'Église catholique, qui récupéra les décors historiques de l'ancienne église St Adalbert de la vieille ville, démolie en raison de la construction de la Maison municipale.
Après la Seconde Guerre mondiale, ou plutôt après le coup d'État communiste de 1948, l'église fut fermée, mais l'église la récupéra immédiatement et la transforma en église épiscopale. 
En 2001, elle est devenue église militaire. C'est un lieu de prière pour les soldats tombés au combat et pour la paix dans le monde.

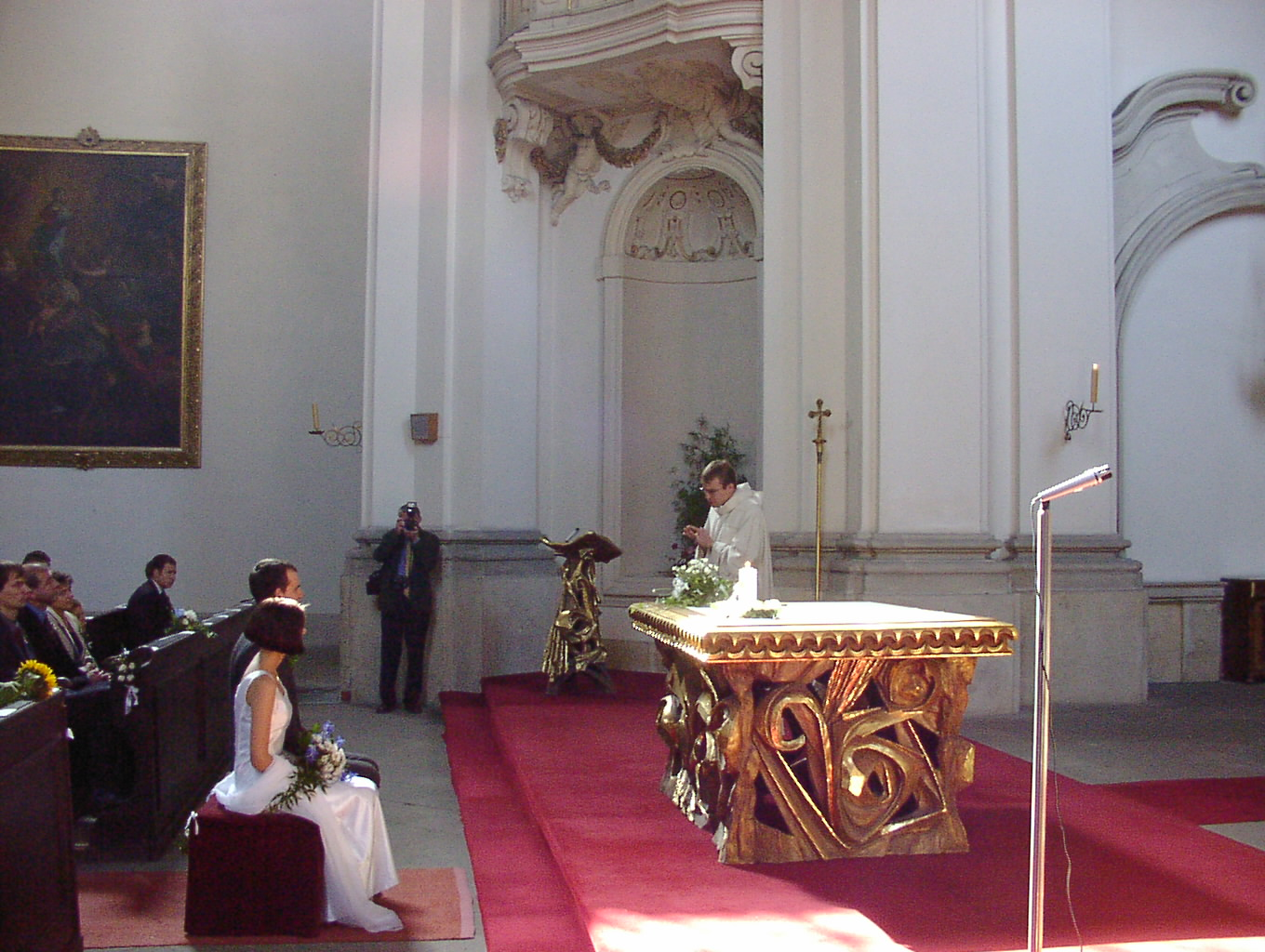
Mariage à l'église.

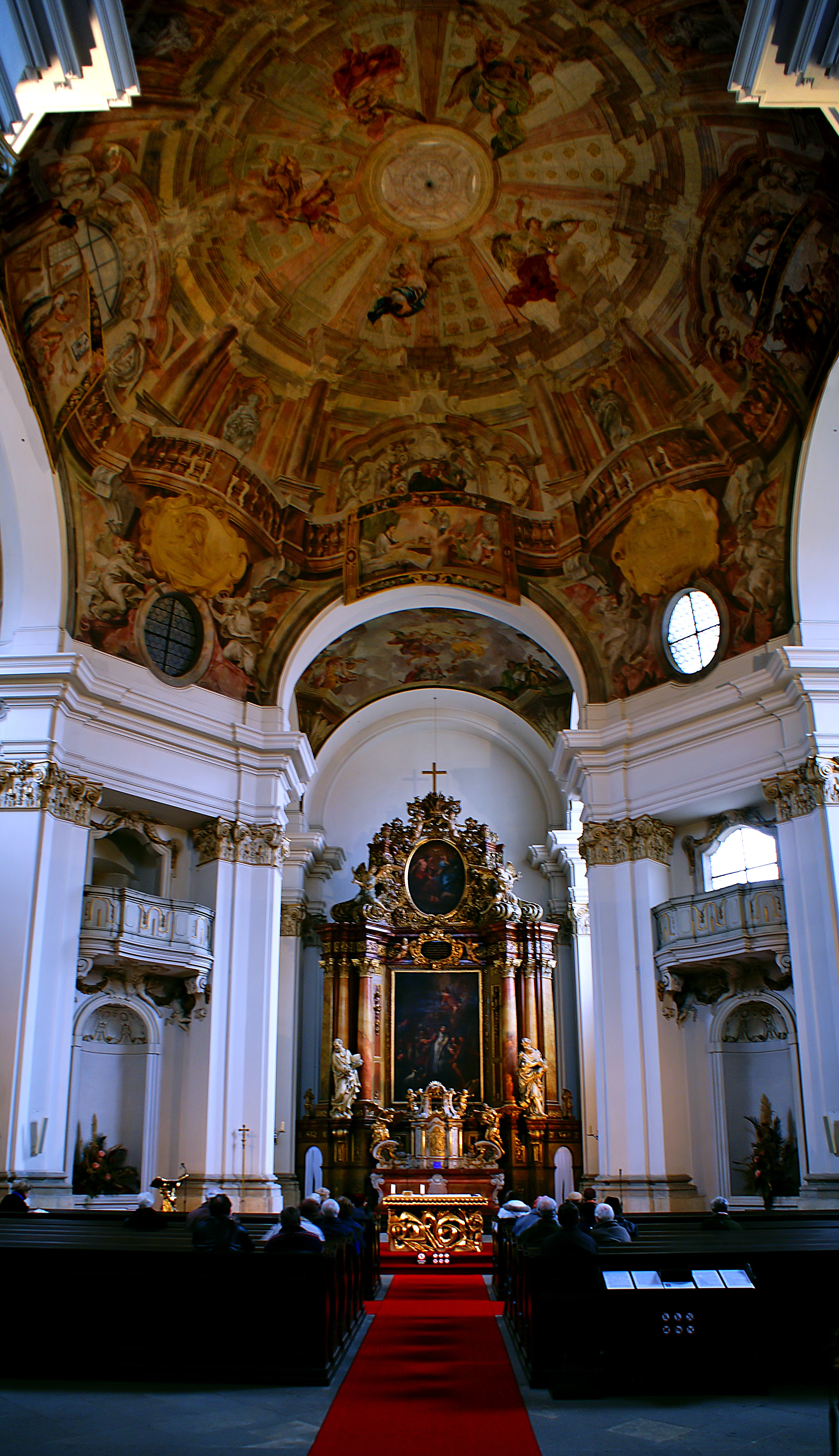
Église St Jean Népomucène.

Parmi les représentations de miracles, figure la  guérison miraculeuse de la main de Terezia Veronika Krebsová de Mejnova. 

## Monastère et hôpital
Sur le côté gauche (nord) de l'église se trouve le bâtiment du monastère avec cour. A droite, l'hôpital baroque de St. Antoine et St. Alžběty, fondé au XIVe siècle par l'archevêque de Prague Jan Očko z Vlašimi et entièrement reconstruit par Kilian Ignác Dientzenhofer.